# These Are the Vistas
These Are the Vistas è il secondo album in studio pubblicato dal trio jazz The Bad Plus, uscito nel 2003. È, inoltre, il primo album della band per una etichetta major (Columbia Records).

## Tracce
1. Big Eater – 3:53 (Anderson)
2. Keep The Bugs Off Your Glass And The Bears Off Your Ass – 5:49 (King)
3. Smells Like Teen Spirit – 5:57 (Nirvana)
4. Everywhere You Turn – 4:56 (Anderson)
5. 1972 Bronze Medalist – 5:20 (King)
6. Guilty – 5:35 (Iverson)
7. Boo-Wah – 3:55 (Iverson)
8. Flim – 4:05 (Richard D. James)
9. Heart of Glass – 4:47 (Deborah Harry, Chris Stein)
10. Silence Is The Question – 8:11 (Anderson)
11. What Love Is This (bonus track) (Iverson)

## Formazione
- Ethan Iverson - pianoforte
- Reid Anderson - contrabbasso
- Dave King - batteria